# Patricia Watwood
Patricia Watwood (Saint Louis, 1971) è una pittrice statunitense che vive a Brooklyn.

## Biografia
Patricia Watwood è nata nel 1971 nella città missuriana di Saint Louis. Suo padre è il dottor Kenneth R. Smith Jr.,  che fu il fondatore e il direttore della divisione di neurochirurgia all'ospedale universitario di Saint Louis. Watwood ottenne il suo Bachelor of Fine Arts in scenografia teatrale nell'università Trinity di San Antonio e il suo master di belle arti (Master of Fine Arts, MFA) in pittura all'accademia d'arte nuovaiorchese. Studiò presso Jacob Collins e fu tra i fondatori del Water Street Atelier. Tra i suoi altri insegnanti ci sono Ted Seth Jacobs, Vincent Desiderio, Martha Mayer Erlebacher, Randy Mellick e Steven Assael.

## Opere
Watwood è una figura importante nel movimento dell'arte classicista negli Stati Uniti d'America del ventunesimo secolo. È una pittrice che adopera la pittura a olio e che privilegia i principi estetici e il rigore tecnico dell'arte classica, cercando un equilibrio nella percezione e nel disegno dell'opera. Il suo soggetto preferito è la figura umana, soprattutto il nudo, e fa uso di allegorie e temi mitologici, spesso calati in degli ambienti urbani contemporanei. Le sue composizioni combinano un'estetica di gusto classico con una sensibilità moderna. Nate dal movimento rinato degli studi d'arte, le sue composizioni uniscono una tavolozza di colori moderni con il disegno accademico e le tecniche pittoriche tradizionali "con l'intento di ripristinare il ruolo della bellezza nell'arte".
Alcune opere citano dei capolavori dei grandi artisti del passato, come Homage To Rembrandt: Bathsheba del 2001, che è una rivisitazione della Betsabea con la lettera di David di Rembrandt van Rijn, e Homage To Ingres: La Baigneuse Valpinson del 2001, che è un omaggio alla Bagnante di Valpinçon dipinta da Jean-Auguste-Dominique Ingres. Dei suoi ritratti realizzati su commissione si trovano all'università di Harvard e al municipio di Saint Louis.
Tra il 2011 e il 2012, il museo d'arte dell'università di Saint Louis e le gallerie The Forbes ospitarono la prima mostra personale di Watwood, Patricia Watwood: Myths & Individuals. Le sue tele furono esposte alla mostra Contemporary American Realism, la prima grande mostra della pittura realista statunitense svoltasi in Cina, al museo d'arte di Pechino. La mostra proseguì a Dalian, Tientsin, Hangzhou, Wuhan e Sciangai tra il 2012 e il 2013.